# Tineoidea
Tineoidea es una superfamilia de lepidópteros glosados del clado Ditrysia que incluye a las polillas de la ropa, las orugas de saquito o bichos canastos y otros.
Hay seis familias: Eriocottidae, Arrhenophanidae, Lypusidae, Acrolophidae, Tineidae y Psychidae, sus relaciones aún no están muy claras. También Dryadaulidae, que antes era considerada una subfamilia (Dryadaulinae) de Tineidae y desde 2014 se le da categoría de familia.

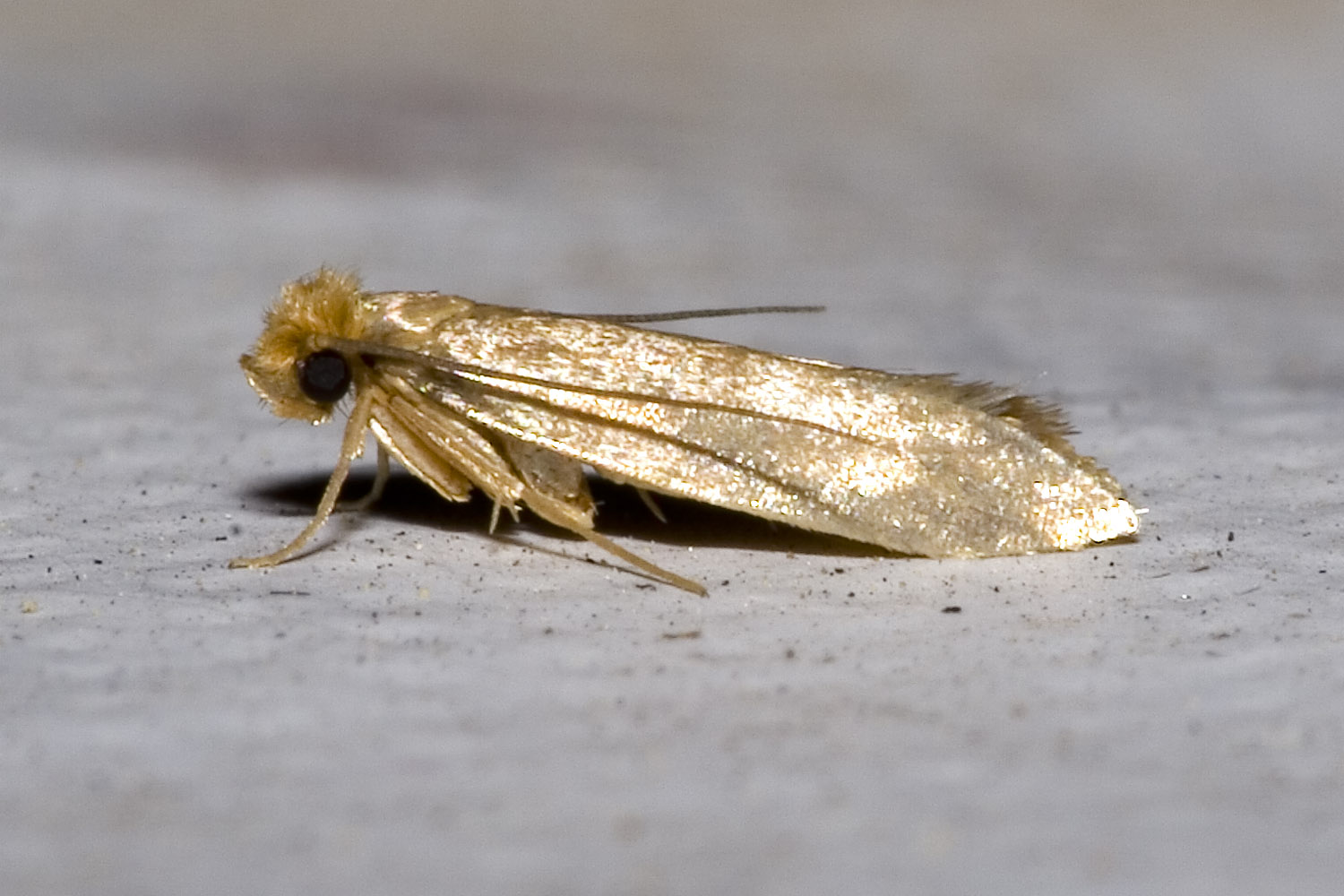
Polilla de la ropa (Tineola bisselliella